# Campeonato de Primera C 2012-13 (Argentina)
El Campeonato de Primera C 2012-13 fue la septuagésima novena temporada de la categoría y la vigésimo sexta de esta división como cuarta categoría del fútbol argentino. Fue disputado entre el 4 de agosto de 2012 y el 4 de junio de 2013 por 20 equipos.
Para este torneo se incorporaron General Lamadrid y Sportivo Italiano, descendidos de la Primera B y Fénix, campeón de la Primera D.
El campeón fue UAI Urquiza, que de esta manera obtuvo el primer ascenso, mientras que el ganador del Torneo reducido fue Fénix, obteniendo así el segundo ascenso a la Primera B.
Asimismo, el torneo determinó el descenso de El Porvenir y San Miguel, últimos en la tabla de promedios.

## Ascensos y descensos
| Promedio | Descendido de la Primera C 2011-12 |
| -------- | ---------------------------------- |
| 20.°     | Leandro N. Alem                    |

| Pos. | Ascendido de la Primera D 2011-12 |
| ---- | --------------------------------- |
| 1.°  | Fénix                             |

| Posición  | Ascendidos a la Primera B 2012-13 |
| --------- | --------------------------------- |
| 1.°       | Villa Dálmine                     |
| Promoción | Central Córdoba (R)               |

| Prom.     | Descendidos de la Primera B 2011-12 |
| --------- | ----------------------------------- |
| Promoción | Sportivo Italiano                   |
| 21.°      | General Lamadrid                    |

## Equipos participantes
| Equipo                | Ciudad               | Estadio                    | Capacidad |
| --------------------- | -------------------- | -------------------------- | --------- |
| Argentino             | Merlo                | Argentino de Merlo         | 11 000    |
| Berazategui           | Berazategui          | Norman Lee                 | 5.000     |
| Def. de Cambaceres    | Ensenada             | 12 de Octubre              | 3.000     |
| Defensores Unidos     | Zárate               | Gigante de Villa Fox       | 6.000     |
| Deportivo Español     | Buenos Aires         | Nueva España               | 32 500    |
| Deportivo Laferrere   | Laferrere            | Ciudad de Laferrere        | 10 000    |
| Dock Sud              | Dock Sud             | De los Inmigrantes         | 9.500     |
| El Porvenir           | Gerli                | Gildo Francisco Ghersinich | 14 000    |
| Excursionistas        | Buenos Aires         | Excursionistas             | 7.200     |
| Fénix                 | Pilar                | Carlos Barraza             | 6.000     |
| General Lamadrid      | Buenos Aires         | Enrique Sexto              | 3.500     |
| Justo José de Urquiza | Loma Hermosa         | Ramón Roque Martín         | 2.500     |
| Liniers               | San Justo            | Juan Antonio Arias         | 3.000     |
| Luján                 | Luján                | Municipal de Luján         | 2.000     |
| Midland               | Libertad             | Ciudad de Libertad         | 7.000     |
| Sacachispas           | Buenos Aires         | Roberto Larrosa            | 4.000     |
| San Miguel            | Los Polvorines       | Malvinas Argentinas        | 11 000    |
| Sportivo Italiano     | Ciudad Evita         | República de Italia        | 8.000     |
| Talleres              | Remedios de Escalada | Talleres                   | 10 000    |
| UAI Urquiza           | Villa Lynch          | Monumental de Villa Lynch  | 1.000     |

|  |

### Distribución geográfica de los equipos
| Región                                   | Cant. | Equipos |
| ---------------------------------------- | ----- | --- |
| Conurbano bonaerense                     | 13    | Argentino de Merlo, Berazategui, Deportivo Laferrere, Dock Sud, El Porvenir, Fénix, Justo José de Urquiza, Liniers, Midland, San Miguel, Sportivo Italiano, Talleres y UAI Urquiza |
| Ciudad de Buenos Aires                   | 4     | Deportivo Español, Excursionistas, General Lamadrid y Sacachispas |
| Interior de la provincia de Buenos Aires | 2     | Defensores Unidos y Luján |
| Gran La Plata                            | 1     | Defensores de Cambaceres |

## Formato

### Competición
Se disputó un torneo de 38 fechas por el sistema de todos contra todos, ida y vuelta.

### Ascensos
El equipo que más puntos obtuvo se consagró campeón y ascendió directamente. Los equipos ubicados entre el segundo y el quinto puesto de la tabla de posiciones final clasificaron al Torneo reducido, cuyo ganador obtuvo el segundo ascenso a la Primera B.

### Descensos
El promedio se calculó con los puntos obtenidos en la fase regular de los torneos de 2010-11, 2011-12 y 2012-13. Los equipos que ocuparon los dos últimos lugares de la tabla de promedios descendieron a la Primera D.

## Tabla de posiciones
| Pos | Equipo              | Pts | PJ | PG | PE | PP | GF | GC | Dif |
| --- | ------------------- | --- | -- | -- | -- | -- | -- | -- | --- |
| 1   | UAI Urquiza         | 77  | 38 | 22 | 11 | 5  | 41 | 21 | 20  |
| 2   | Deportivo Laferrere | 67  | 38 | 17 | 16 | 5  | 47 | 18 | 29  |
| 3   | Sacachispas         | 63  | 38 | 17 | 12 | 9  | 49 | 36 | 13  |
| 4   | Deportivo Español   | 62  | 38 | 18 | 8  | 12 | 53 | 36 | 17  |
| 5   | Fénix               | 56  | 38 | 15 | 11 | 12 | 40 | 37 | 3   |
| 6   | El Porvenir         | 54  | 38 | 14 | 12 | 12 | 41 | 33 | 8   |
| 7   | Midland             | 52  | 38 | 14 | 10 | 14 | 43 | 47 | -4  |
| 8   | Berazategui         | 51  | 38 | 13 | 12 | 13 | 36 | 37 | -1  |
| 9   | San Miguel          | 50  | 38 | 13 | 11 | 14 | 32 | 35 | -3  |
| 10  | Sportivo Italiano   | 50  | 38 | 12 | 14 | 12 | 26 | 30 | -4  |
| 11  | Defensores Unidos   | 50  | 38 | 13 | 12 | 13 | 35 | 41 | -6  |
| 12  | Argentino de Merlo  | 49  | 38 | 13 | 10 | 15 | 31 | 32 | -1  |
| 13  | Def. de Cambaceres  | 48  | 38 | 12 | 12 | 14 | 38 | 39 | -1  |
| 14  | J.J. Urquiza        | 46  | 38 | 11 | 13 | 14 | 36 | 48 | -12 |
| 15  | Liniers             | 45  | 38 | 11 | 12 | 15 | 36 | 37 | -1  |
| 16  | Dock Sud            | 44  | 38 | 12 | 8  | 18 | 40 | 48 | -8  |
| 17  | General Lamadrid    | 43  | 38 | 10 | 13 | 15 | 33 | 41 | -8  |
| 18  | Luján               | 42  | 38 | 10 | 12 | 16 | 32 | 39 | -7  |
| 19  | Talleres (RE)       | 41  | 38 | 9  | 14 | 15 | 34 | 41 | -7  |
| 20  | Excursionistas      | 32  | 38 | 7  | 11 | 20 | 28 | 55 | -27 |

|  | Campeón. Ascendió a la Primera B Metropolitana.                                      |
|  | Clasificados al Torneo Reducido por el segundo ascenso a la Primera B Metropolitana. |

## Tabla de promedios
| Pos | Equipo              | 2010/2011 | 2011/2012 | 2012/2013 | Total | PJ  | Promedio |
| --- | ------------------- | --------- | --------- | --------- | ----- | --- | -------- |
| 1   | UAI Urquiza         | 58        | 69        | 77        | 204   | 114 | 1,789    |
| 2   | Deportivo Laferrere | 64        | 58        | 67        | 189   | 114 | 1,657    |
| 3   | General Lamadrid    | 75        | -         | 43        | 118   | 76  | 1,552    |
| 4   | Fénix               | -         | -         | 56        | 56    | 38  | 1,473    |
| 5   | Argentino de Merlo  | 71        | 44        | 49        | 164   | 114 | 1,438    |
| 6   | Talleres (RE)       | 69        | 50        | 41        | 160   | 114 | 1,403    |
| 7   | Berazategui         | 55        | 52        | 51        | 158   | 114 | 1,385    |
| 8   | Deportivo Español   | -         | 43        | 62        | 105   | 76  | 1,381    |
| 9   | J.J. Urquiza        | 50        | 59        | 46        | 155   | 114 | 1,359    |
| 10  | Sportivo Italiano   | -         | -         | 51        | 51    | 38  | 1,342    |
| 11  | Dock Sud            | -         | 54        | 44        | 98    | 76  | 1,289    |
| 12  | Liniers             | 64        | 38        | 45        | 147   | 114 | 1,289    |
| 13  | Def. de Cambaceres  | 38        | 60        | 48        | 146   | 114 | 1,280    |
| 14  | Midland             | 35        | 53        | 52        | 140   | 114 | 1,228    |
| 15  | Defensores Unidos   | 48        | 40        | 51        | 139   | 114 | 1,219    |
| 16  | Excursionistas      | 56        | 49        | 32        | 137   | 114 | 1,201    |
| 17  | Sacachispas         | 32        | 40        | 63        | 135   | 114 | 1,184    |
| 18  | Luján               | 49        | 43        | 42        | 134   | 114 | 1,175    |
| 19  | San Miguel          | 40        | 44        | 50        | 134   | 114 | 1,175    |
| 20  | El Porvenir         | 37        | 42        | 54        | 133   | 114 | 1,166    |

|  | Disputaron un desempate para evitar el descenso. |
|  | Descendieron a la Primera D.                     |

## Resultados

### Primera rueda
| Deportivo Español   | 0 - 0 | Defensores Unidos        | Nueva España               | 4 de agosto | 15:30 | Ninguno |
| Liniers             | 1 - 3 | General Lamadrid         | Juan Antonio Arias         | 5 de agosto | 15:30 | Ninguno |
| El Porvenir         | 3 - 0 | J. J. Urquiza            | Gildo Francisco Ghersinich | 5 de agosto | 15:30 | Ninguno |
| Argentino (M)       | 1 - 1 | Defensores de Cambaceres | Argentino (M)              | 5 de agosto | 15:30 | Ninguno |
| UAI Urquiza         | 3 - 1 | Talleres (RE)            | Monumental de Villa Lynch  | 5 de agosto | 15:30 | Ninguno |
| Luján               | 0 - 1 | Sportivo Italiano        | Municipal de Luján         | 5 de agosto | 15:30 | Ninguno |
| Deportivo Laferrere | 1 - 1 | Fénix                    | José Luis Sánchez          | 5 de agosto | 15:30 | Ninguno |
| Dock Sud            | 0 - 2 | Sacachispas              | De los Inmigrantes         | 5 de agosto | 15:30 | Ninguno |
| Berazategui         | 1 - 0 | Midland                  | Norman Lee                 | 6 de agosto | 15:30 | Ninguno |
| Excursionistas      | 0 - 2 | San Miguel               | Excursionistas             | 7 de agosto | 15:30 | Ninguno |

| Sportivo Italiano        | 1 - 2 | El Porvenir         | República de Italia  | 10 de agosto     | 15:30 | Ninguno |
| Midland                  | 2 - 1 | Argentino (M)       | Ciudad de Libertad   | 10 de agosto     | 15:30 | Ninguno |
| Talleres (RE)            | 1 - 0 | Deportivo Laferrere | Talleres (RE)        | 12 de agosto     | 12:15 | Ninguno |
| J. J. Urquiza            | 2 - 1 | Dock Sud            | Ramón Roque Martín   | 12 de agosto     | 15:30 | Ninguno |
| Defensores de Cambaceres | 2 - 0 | Deportivo Español   | Juan Antonio Arias   | 13 de agosto     | 15:30 | Ninguno |
| San Miguel               | 1 - 0 | Luján               | Malvinas Argentinas  | 13 de agosto     | 15:30 | Ninguno |
| Fénix                    | 3 - 0 | General Lamadrid    | Carlos Barraza       | 14 de agosto     | 15:30 | Ninguno |
| Sacachispas              | 0 - 1 | Berazategui         | Beto Larrosa         | 14 de agosto     | 15:30 | Ninguno |
| Excursionistas           | 1 - 0 | Liniers             | Excursionistas       | 12 de septiembre | 14:30 | Ninguno |
| Defensores Unidos        | 0 - 1 | UAI Urquiza         | Gigante de Villa Fox | 12 de septiembre | 15:35 | Ninguno |

| Liniers             | 1 - 1 | Fénix                    | Juan Antonio Arias         | 19 de agosto | 15:30 | Ninguno |
| Berazategui         | 0 - 0 | J. J. Urquiza            | Norman Lee                 | 19 de agosto | 15:30 | Ninguno |
| General Lamadrid    | 0 - 0 | Talleres (RE)            | Enrique Sexto              | 20 de agosto | 15:30 | Ninguno |
| Deportivo Laferrere | 4 - 0 | Defensores Unidos        | José Luis Sánchez          | 20 de agosto | 15:30 | Ninguno |
| UAI Urquiza         | 1 - 0 | Defensores de Cambaceres | Monumental de Villa Lynch  | 20 de agosto | 15:30 | Ninguno |
| Argentino (M)       | 0 - 1 | Sacachispas              | Argentino (M)              | 20 de agosto | 15:30 | Ninguno |
| El Porvenir         | 1 - 1 | San Miguel               | Gildo Francisco Ghersinich | 20 de agosto | 15:30 | Ninguno |
| Luján               | 1 - 0 | Excursionistas           | Municipal de Luján         | 20 de agosto | 15:30 | Ninguno |
| Dock Sud            | 0 - 0 | Sportivo Italiano        | De los Inmigrantes         | 21 de agosto | 15:30 | Ninguno |
| Deportivo Español   | 1 - 1 | Midland                  | Nueva España               | 21 de agosto | 15:40 | Ninguno |

| Sacachispas              | 1 - 0 | Deportivo Español   | Beto Larrosa               | 25 de agosto | 15:30 | Ninguno |
| Luján                    | 0 - 2 | Liniers             | Municipal de Luján         | 26 de agosto | 15:30 | Ninguno |
| Sportivo Italiano        | 0 - 3 | Berazategui         | República de Italia        | 26 de agosto | 15:30 | Ninguno |
| San Miguel               | 1 - 0 | Dock Sud            | Malvinas Argentinas        | 26 de agosto | 15:30 | Ninguno |
| Excursionistas           | 1 - 2 | El Porvenir         | Excursionistas             | 27 de agosto | 14:00 | Ninguno |
| J. J. Urquiza            | 1 - 0 | Argentino (M)       | Ramón Roque Martín         | 27 de agosto | 15:30 | Ninguno |
| Defensores Unidos        | 1 - 0 | General Lamadrid    | Gigante de Villa Fox       | 27 de agosto | 15:30 | Ninguno |
| Defensores de Cambaceres | 1 - 2 | Deportivo Laferrere | Gildo Francisco Ghersinich | 28 de agosto | 15:30 | Ninguno |
| Midland                  | 3 - 0 | UAI Urquiza         | Ciudad de Libertad         | 28 de agosto | 15:30 | Ninguno |
| Talleres (RE)            | 0 - 0 | Fénix               | Talleres (RE)              | 28 de agosto | 15:30 | Ninguno |

| General Lamadrid    | 0 - 0 | Defensores de Cambaceres | Enrique Sexto              | 1 de septiembre | 15:30 | Ninguno |
| Deportivo Español   | 1 - 0 | J. J. Urquiza            | Nueva España               | 1 de septiembre | 15:30 | Ninguno |
| UAI Urquiza         | 2 - 1 | Sacachispas              | Monumental de Villa Lynch  | 1 de septiembre | 15:30 | Ninguno |
| Fénix               | 4 - 2 | Defensores Unidos        | Carlos Barraza             | 1 de septiembre | 15:30 | Ninguno |
| Liniers             | 0 - 2 | Talleres (RE)            | Juan Antonio Arias         | 1 de septiembre | 15:30 | Ninguno |
| Argentino (M)       | 2 - 0 | Sportivo Italiano        | Argentino (M)              | 1 de septiembre | 15:30 | Ninguno |
| El Porvenir         | 0 - 0 | Luján                    | Gildo Francisco Ghersinich | 1 de septiembre | 15:30 | Ninguno |
| Berazategui         | 1 - 0 | San Miguel               | Norman Lee                 | 1 de septiembre | 15:40 | Ninguno |
| Dock Sud            | 3 - 1 | Excursionistas           | De los Inmigrantes         | 2 de septiembre | 11:00 | Ninguno |
| Deportivo Laferrere | 2 - 1 | Midland                  | José Luis Sánchez          | 2 de septiembre | 11:00 | Ninguno |

| J. J. Urquiza            | 0 - 2 | UAI Urquiza         | Ramón Roque Martín         | 7 de septiembre  | 15:30 | Ninguno |
| Midland                  | 0 - 3 | General Lamadrid    | Ciudad de Libertad         | 7 de septiembre  | 15:30 | Ninguno |
| El Porvenir              | 2 - 2 | Liniers             | Gildo Francisco Ghersinich | 7 de septiembre  | 15:45 | Ninguno |
| Excursionistas           | 2 - 2 | Berazategui         | Excursionistas             | 8 de septiembre  | 13:30 | Ninguno |
| San Miguel               | 1 - 2 | Argentino (M)       | Malvinas Argentinas        | 8 de septiembre  | 15:30 | Ninguno |
| Sportivo Italiano        | 1 - 0 | Deportivo Español   | República de Italia        | 8 de septiembre  | 15:30 | Ninguno |
| Sacachispas              | 1 - 1 | Deportivo Laferrere | Beto Larrosa               | 9 de septiembre  | 15:30 | Ninguno |
| Defensores de Cambaceres | 0 - 1 | Fénix               | Gigante de Villa Fox       | 9 de septiembre  | 15:30 | Ninguno |
| Luján                    | 1 - 1 | Dock Sud            | Municipal de Luján         | 11 de septiembre | 15:30 | Ninguno |
| Defensores Unidos        | 1 - 0 | Talleres (RE)       | Gigante de Villa Fox       | 3 de octubre     | 15:30 | Ninguno |

| Dock Sud            | 1 - 0 | El Porvenir              | De los Inmigrantes        | 15 de septiembre | 11:00 | Ninguno |
| General Lamadrid    | 0 - 3 | Sacachispas              | Enrique Sexto             | 15 de septiembre | 15:30 | Ninguno |
| UAI Urquiza         | 0 - 2 | Sportivo Italiano        | Monumental de Villa Lynch | 15 de septiembre | 15:30 | Ninguno |
| Argentino (M)       | 3 - 1 | Excursionistas           | Argentino (M)             | 15 de septiembre | 15:30 | Ninguno |
| Liniers             | 0 - 0 | Defensores Unidos        | Juan Antonio Arias        | 15 de septiembre | 15:35 | Ninguno |
| Fénix               | 2 - 1 | Midland                  | Carlos Barraza            | 16 de septiembre | 11:00 | Ninguno |
| Deportivo Laferrere | 1 - 0 | J. J. Urquiza            | José Luis Sánchez         | 16 de septiembre | 11:00 | Ninguno |
| Talleres (RE)       | 0 - 0 | Defensores de Cambaceres | Talleres (RE)             | 16 de septiembre | 15:30 | Ninguno |
| Deportivo Español   | 1 - 1 | San Miguel               | Nueva España              | 17 de septiembre | 15:30 | Ninguno |
| Berazategui         | 1 - 1 | Luján                    | Norman Lee                | 18 de septiembre | 15:30 | Ninguno |

| Sportivo Italiano        | 0 - 1 | Deportivo Laferrere | República de Italia              | 21 de septiembre | 21:00 | Ninguno |
| Excursionistas           | 2 - 1 | Deportivo Español   | Excursionistas                   | 22 de septiembre | 15:30 | Ninguno |
| San Miguel               | 0 - 2 | UAI Urquiza         | Malvinas Argentinas              | 22 de septiembre | 15:30 | Ninguno |
| Defensores de Cambaceres | 1 - 0 | Defensores Unidos   | Talleres de Remedios de Escalada | 22 de septiembre | 15:30 | Ninguno |
| Luján                    | 0 - 1 | Argentino (M)       | Municipal de Luján               | 23 de septiembre | 11:00 | Ninguno |
| Midland                  | 1 - 0 | Talleres (RE)       | Ciudad de Libertad               | 23 de septiembre | 11:00 | Ninguno |
| Sacachispas              | 2 - 0 | Fénix               | Beto Larrosa                     | 23 de septiembre | 15:45 | Ninguno |
| Dock Sud                 | 3 - 0 | Liniers             | De los Inmigrantes               | 24 de septiembre | 11:00 | Ninguno |
| El Porvenir              | 0 - 1 | Berazategui         | Gildo Francisco Ghersinich       | 24 de septiembre | 15:30 | Ninguno |
| J. J. Urquiza            | 1 - 0 | General Lamadrid    | Ramón Roque Martín               | 24 de septiembre | 15:45 | Ninguno |

| Liniers             | 0 - 2 | Defensores de Cambaceres | Juan Antonio Arias        | 29 de septiembre | 15:30 | Ninguno |
| Fénix               | 2 - 0 | J. J. Urquiza            | Carlos Barraza            | 29 de septiembre | 15:30 | Ninguno |
| General Lamadrid    | 0 - 1 | Sportivo Italiano        | Enrique Sexto             | 29 de septiembre | 15:30 | Ninguno |
| Deportivo Español   | 2 - 0 | Luján                    | Nueva España              | 29 de septiembre | 15:30 | Ninguno |
| Argentino (M)       | 3 - 0 | El Porvenir              | Argentino (M)             | 29 de septiembre | 15:30 | Ninguno |
| Talleres (RE)       | 4 - 1 | Sacachispas              | Talleres (RE)             | 30 de septiembre | 11:00 | Ninguno |
| Defensores Unidos   | 1 - 0 | Midland                  | Gigante de Villa Fox      | 30 de septiembre | 13:00 | Ninguno |
| UAI Urquiza         | 0 - 0 | Excursionistas           | Monumental de Villa Lynch | 1 de octubre     | 15:30 | Ninguno |
| Berazategui         | 2 - 0 | Dock Sud                 | Norman Lee                | 1 de octubre     | 15:35 | Ninguno |
| Deportivo Laferrere | 4 - 1 | San Miguel               | José Luis Sánchez         | 1 de octubre     | 19:15 | Ninguno |

| Berazategui       | 0 - 1 | Liniers                  | Norman Lee                 | 5 de octubre | 15:30 | Ninguno |
| Sportivo Italiano | 0 - 0 | Fénix                    | República de Italia        | 6 de octubre | 15:30 | Ninguno |
| San Miguel        | 2 - 1 | General Lamadrid         | Malvinas Argentinas        | 6 de octubre | 15:30 | Ninguno |
| Excursionistas    | 1 - 1 | Deportivo Laferrere      | Excursionistas             | 6 de octubre | 15:30 | Ninguno |
| Sacachispas       | 1 - 2 | Defensores Unidos        | Beto Larrosa               | 7 de octubre | 15:30 | Ninguno |
| El Porvenir       | 2 - 1 | Deportivo Español        | Gildo Francisco Ghersinich | 8 de octubre | 11:00 | Ninguno |
| Dock Sud          | 1 - 2 | Argentino (M)            | De los Inmigrantes         | 8 de octubre | 15:30 | Ninguno |
| Luján             | 0 - 1 | UAI Urquiza              | Municipal de Luján         | 8 de octubre | 15:30 | Ninguno |
| J. J. Urquiza     | 2 - 2 | Talleres (RE)            | Ramón Roque Martín         | 8 de octubre | 15:30 | Ninguno |
| Midland           | 2 - 4 | Defensores de Cambaceres | Ciudad de Libertad         | 8 de octubre | 15:30 | Ninguno |

| Defensores de Cambaceres | 0 - 2 | Sacachispas       | Gildo Francisco Ghersinich | 13 de octubre | 15:30 | Ninguno |
| Liniers                  | 0 - 1 | Midland           | Juan Antonio Arias         | 13 de octubre | 15:30 | Ninguno |
| Defensores Unidos        | 1 - 1 | J. J. Urquiza     | Gigante de Villa Fox       | 13 de octubre | 15:30 | Ninguno |
| Talleres (RE)            | 1 - 1 | Sportivo Italiano | Talleres (RE)              | 13 de octubre | 15:30 | Ninguno |
| UAI Urquiza              | 2 - 0 | El Porvenir       | Monumental de Villa Lynch  | 13 de octubre | 15:30 | Ninguno |
| Deportivo Español        | 2 - 0 | Dock Sud          | Nueva España               | 13 de octubre | 15:30 | Ninguno |
| General Lamadrid         | 1 - 1 | Excursionistas    | Enrique Sexto              | 13 de octubre | 15:40 | Ninguno |
| Argentino (M)            | 0 - 0 | Berazategui       | Argentino (M)              | 14 de octubre | 15:30 | Ninguno |
| Fénix                    | 1 - 0 | San Miguel        | Carlos Barraza             | 15 de octubre | 15:30 | Ninguno |
| Deportivo Laferrere      | 2 - 1 | Luján             | José Luis Sánchez          | 15 de octubre | 19:30 | Ninguno |

| Berazategui       | 0 - 2 | Deportivo Español        | Norman Lee                 | 19 de octubre  | 15:30 | Ninguno |
| Sportivo Italiano | 1 - 0 | Defensores Unidos        | República de Italia        | 19 de octubre  | 21:00 | Ninguno |
| Luján             | 0 - 4 | General Lamadrid         | Municipal de Luján         | 20 de octubre  | 11:00 | Ninguno |
| Sacachispas       | 1 - 1 | Midland                  | Beto Larrosa               | 20 de octubre  | 15:30 | Ninguno |
| Excursionistas    | 3 - 3 | Fénix                    | Excursionistas             | 21 de octubre  | 15:30 | Ninguno |
| Argentino (M)     | 1 - 0 | Liniers                  | Argentino (M)              | 21 de octubre  | 15:30 | Ninguno |
| San Miguel        | 0 - 1 | Talleres (RE)            | Malvinas Argentinas        | 22 de octubre  | 15:35 | Ninguno |
| J. J. Urquiza     | 1 - 0 | Defensores de Cambaceres | Ramón Roque Martín         | 31 de octubre  | 15:30 | Ninguno |
| Dock Sud          | 1 - 3 | UAI Urquiza              | De los Inmigrantes         | 5 de diciembre | 17:00 | Ninguno |
| El Porvenir       | 0 - 0 | Deportivo Laferrere      | Gildo Francisco Ghersinich | 5 de diciembre | 17:00 | Ninguno |

| Talleres (RE)            | 4 - 0 | Excursionistas    | Talleres (RE)              | 27 de octubre   | 11:00 | Ninguno |
| Fénix                    | 3 - 1 | Luján             | Carlos Barraza             | 27 de octubre   | 15:30 | Ninguno |
| General Lamadrid         | 0 - 0 | El Porvenir       | Enrique Sexto              | 27 de octubre   | 15:30 | Ninguno |
| Liniers                  | 1 - 1 | Sacachispas       | Juan Antonio Arias         | 27 de octubre   | 15:45 | Ninguno |
| Defensores de Cambaceres | 0 - 0 | Sportivo Italiano | Gildo Francisco Ghersinich | 28 de octubre   | 11:00 | Ninguno |
| UAI Urquiza              | 2 - 0 | Berazategui       | Monumental de Villa Lynch  | 28 de octubre   | 11:00 | Ninguno |
| Midland                  | 0 - 2 | J. J. Urquiza     | Ciudad de Libertad         | 28 de octubre   | 15:30 | Ninguno |
| Deportivo Español        | 0 - 0 | Argentino (M)     | Nueva España               | 30 de octubre   | 15:40 | Ninguno |
| Deportivo Laferrere      | 2 - 0 | Dock Sud          | José Luis Sánchez          | 30 de octubre   | 20:00 | Ninguno |
| Defensores Unidos        | 1 - 3 | San Miguel        | Monumental de Villa Lynch  | 12 de diciembre | 17:00 | Ninguno |

| Sportivo Italiano | 1 - 1 | Midland                  | República de Italia        | 2 de noviembre  | 20:00 | Ninguno |
| Deportivo Español | 1 - 0 | Liniers                  | Nueva España               | 3 de noviembre  | 15:30 | Ninguno |
| El Porvenir       | 2 - 0 | Fénix                    | Gildo Francisco Ghersinich | 4 de noviembre  | 11:00 | Ninguno |
| San Miguel        | 0 - 1 | Defensores de Cambaceres | Malvinas Argentinas        | 4 de noviembre  | 11:00 | Ninguno |
| Argentino (M)     | 0 - 1 | UAI Urquiza              | Argentino (M)              | 4 de noviembre  | 15:30 | Ninguno |
| Dock Sud          | 3 - 1 | General Lamadrid         | De los Inmigrantes         | 4 de noviembre  | 15:30 | Ninguno |
| Excursionistas    | 0 - 1 | Defensores Unidos        | Excursionistas             | 4 de noviembre  | 15:30 | Ninguno |
| Berazategui       | 0 - 0 | Deportivo Laferrere      | Norman Lee                 | 6 de noviembre  | 15:30 | Ninguno |
| Luján             | 2 - 3 | Talleres (RE)            | Municipal de Luján         | 28 de noviembre | 17:00 | Ninguno |
| J. J. Urquiza     | 1 - 1 | Sacachispas              | Ramón Roque Martín         | 5 de diciembre  | 17:00 | Ninguno |

| Defensores Unidos        | 0 - 0 | Luján             | Gigante de Villa Fox      | 10 de noviembre | 11:05 | Ninguno |
| Liniers                  | 1 - 0 | J. J. Urquiza     | Juan Antonio Arias        | 10 de noviembre | 15:30 | Ninguno |
| General Lamadrid         | 0 - 2 | Berazategui       | Enrique Sexto             | 10 de noviembre | 15:35 | Ninguno |
| Talleres (RE)            | 2 - 2 | El Porvenir       | Talleres (RE)             | 10 de noviembre | 15:45 | Ninguno |
| Deportivo Laferrere      | 2 - 0 | Argentino (M)     | José Luis Sánchez         | 10 de noviembre | 21:00 | Ninguno |
| Sacachispas              | 0 - 0 | Sportivo Italiano | Beto Larrosa              | 11 de noviembre | 15:30 | Ninguno |
| Defensores de Cambaceres | 0 - 1 | Excursionistas    | Lorenzo Arandilla         | 11 de noviembre | 17:00 | Ninguno |
| Midland                  | 2 - 1 | San Miguel        | Ciudad de Libertad        | 12 de noviembre | 17:00 | Ninguno |
| UAI Urquiza              | 1 - 1 | Deportivo Español | Monumental de Villa Lynch | 12 de noviembre | 17:00 | Ninguno |
| Fénix                    | 2 - 0 | Dock Sud          | Carlos Barraza            | 12 de noviembre | 17:00 | Ninguno |

| UAI Urquiza       | 1 - 0 | Liniers                  | Monumental de Villa Lynch  | 17 de noviembre | 17:00 | Ninguno |
| Argentino (M)     | 0 - 0 | General Lamadrid         | Argentino (M)              | 17 de noviembre | 17:00 | Ninguno |
| Excursionistas    | 1 - 1 | Midland                  | Excursionistas             | 17 de noviembre | 17:00 | Ninguno |
| Dock Sud          | 1 - 1 | Talleres (RE)            | De los Inmigrantes         | 17 de noviembre | 17:00 | Ninguno |
| El Porvenir       | 0 - 1 | Defensores Unidos        | Gildo Francisco Ghersinich | 18 de noviembre | 17:00 | Ninguno |
| Deportivo Español | 2 - 1 | Deportivo Laferrere      | Nueva España               | 18 de noviembre | 17:00 | Ninguno |
| San Miguel        | 1 - 1 | Sacachispas              | Malvinas Argentinas        | 18 de noviembre | 17:00 | Ninguno |
| Luján             | 1 - 2 | Defensores de Cambaceres | Municipal de Luján         | 18 de noviembre | 17:00 | Ninguno |
| Berazategui       | 0 - 1 | Fénix                    | Norman Lee                 | 19 de noviembre | 17:00 | Ninguno |
| Sportivo Italiano | 1 - 1 | J. J. Urquiza            | República de Italia        | 19 de noviembre | 19:00 | Ninguno |

| Talleres (RE)            | 1 - 1 | Berazategui       | Talleres (RE)             | 23 de noviembre | 17:05 | Ninguno |
| Defensores Unidos        | 1 - 0 | Dock Sud          | Gigante de Villa Fox      | 23 de noviembre | 17:05 | Ninguno |
| General Lamadrid         | 0 - 4 | Deportivo Español | Enrique Sexto             | 24 de noviembre | 17:00 | Ninguno |
| Sacachispas              | 2 - 0 | Excursionistas    | Beto Larrosa              | 24 de noviembre | 17:00 | Ninguno |
| Midland                  | 0 - 0 | Luján             | Ciudad de Libertad        | 25 de noviembre | 17:00 | Ninguno |
| Liniers                  | 0 - 0 | Sportivo Italiano | Juan Antonio Arias        | 25 de noviembre | 17:00 | Ninguno |
| Fénix                    | 2 - 1 | Argentino (M)     | Carlos Barraza            | 25 de noviembre | 17:00 | Ninguno |
| Deportivo Laferrere      | 3 - 0 | UAI Urquiza       | José Luis Sánchez         | 25 de noviembre | 21:00 | Ninguno |
| Defensores de Cambaceres | 1 - 0 | El Porvenir       | Monumental de Villa Lynch | 26 de noviembre | 17:00 | Ninguno |
| J. J. Urquiza            | 1 - 1 | San Miguel        | Ramón Roque Martín        | 26 de noviembre | 17:00 | Ninguno |

| Dock Sud            | 0 - 1 | Defensores de Cambaceres | De los Inmigrantes         | 30 de noviembre | 17:00 | Ninguno |
| Berazategui         | 2 - 0 | Defensores Unidos        | Norman Lee                 | 30 de noviembre | 17:00 | Ninguno |
| Deportivo Laferrere | 0 - 1 | Liniers                  | José Luis Sánchez          | 30 de noviembre | 21:00 | Ninguno |
| Luján               | 2 - 2 | Sacachispas              | Municipal de Luján         | 1 de diciembre  | 17:00 | Ninguno |
| UAI Urquiza         | 0 - 0 | General Lamadrid         | Monumental de Villa Lynch  | 1 de diciembre  | 17:00 | Ninguno |
| Excursionistas      | 1 - 1 | J. J. Urquiza            | Excursionistas             | 1 de diciembre  | 17:00 | Ninguno |
| San Miguel          | 1 - 1 | Sportivo Italiano        | Malvinas Argentinas        | 1 de diciembre  | 17:00 | Ninguno |
| Deportivo Español   | 1 - 0 | Fénix                    | Nueva España               | 1 de diciembre  | 17:00 | Ninguno |
| Argentino (M)       | 2 - 0 | Talleres (RE)            | Argentino (M)              | 1 de diciembre  | 17:05 | Ninguno |
| El Porvenir         | 0 - 1 | Midland                  | Gildo Francisco Ghersinich | 2 de diciembre  | 17:00 | Ninguno |

| J. J. Urquiza            | 0 - 1 | Luján               | Ramón Roque Martín   | 8 de diciembre  | 17:00 |
| Liniers                  | 0 - 1 | San Miguel          | Juan Antonio Arias   | 8 de diciembre  | 17:00 |
| Sacachispas              | 1 - 0 | El Porvenir         | Beto Larrosa         | 8 de diciembre  | 17:00 |
| Fénix                    | 1 - 1 | UAI Urquiza         | Carlos Barraza       | 8 de diciembre  | 17:00 |
| General Lamadrid         | 0 - 2 | Deportivo Laferrere | Enrique Sexto        | 8 de diciembre  | 17:00 |
| Defensores de Cambaceres | 1 - 1 | Berazategui         | José Luis Sánchez    | 9 de diciembre  | 17:00 |
| Defensores Unidos        | 1 - 1 | Argentino (M)       | Gigante de Villa Fox | 9 de diciembre  | 17:00 |
| Sportivo Italiano        | 1 - 0 | Excursionistas      | República de Italia  | 9 de diciembre  | 20:00 |
| Talleres (RE)            | 2 - 1 | Deportivo Español   | Talleres (RE)        | 10 de diciembre | 17:00 |
| Midland                  | 2 - 1 | Dock Sud            | Ciudad de Libertad   | 10 de diciembre | 17:00 |

### Segunda rueda
| Defensores de Cambaceres | 2 - 0 | Argentino (M)       | José Luis Sánchez    | 14 de diciembre | 17:00 | Ninguno |
| General Lamadrid         | 1 - 0 | Liniers             | Enrique Sexto        | 15 de diciembre | 17:00 | Ninguno |
| Sacachispas              | 4 - 0 | Dock Sud            | Beto Larrosa         | 15 de diciembre | 17:00 | Ninguno |
| J. J. Urquiza            | 0 - 1 | El Porvenir         | Ramón Roque Martín   | 15 de diciembre | 17:00 | Ninguno |
| San Miguel               | 0 - 1 | Excursionistas      | Malvinas Argentinas  | 15 de diciembre | 17:00 | Ninguno |
| Fénix                    | 0 - 0 | Deportivo Laferrere | Carlos Barraza       | 15 de diciembre | 17:10 | Ninguno |
| Talleres (RE)            | 0 - 1 | UAI Urquiza         | Talleres (RE)        | 16 de diciembre | 17:00 | Ninguno |
| Midland                  | 1 - 1 | Berazategui         | Ciudad de Libertad   | 16 de diciembre | 17:00 | Ninguno |
| Defensores Unidos        | 2 - 2 | Deportivo Español   | Gigante de Villa Fox | 16 de diciembre | 17:20 | Ninguno |
| Sportivo Italiano        | 3 - 1 | Luján               | República de Italia  | 16 de diciembre | 20:00 | Ninguno |

| El Porvenir         | 1 - 2 | Sportivo Italiano        | Gildo Francisco Ghersinich | 1 de febrero | 17:00 | Ninguno |
| General Lamadrid    | 0 - 1 | Fénix                    | Enrique Sexto              | 2 de febrero | 17:00 | Ninguno |
| Argentino (M)       | 0 - 1 | Midland                  | Argentino (M)              | 2 de febrero | 17:00 | Ninguno |
| Deportivo Laferrere | 2 - 0 | Talleres (RE)            | José Luis Sánchez          | 2 de febrero | 21:00 | Ninguno |
| Liniers             | 1 - 1 | Excursionistas           | Juan Antonio Arias         | 3 de febrero | 17:00 | Ninguno |
| Dock Sud            | 2 - 3 | J. J. Urquiza            | De los Inmigrantes         | 4 de febrero | 17:00 | Ninguno |
| Berazategui         | 1 - 0 | Sacachispas              | Gildo Francisco Ghersinich | 4 de febrero | 17:00 | Ninguno |
| Deportivo Español   | 1 - 1 | Defensores de Cambaceres | Nueva España               | 4 de febrero | 17:00 | Ninguno |
| UAI Urquiza         | 1 - 1 | Defensores Unidos        | Monumental de Villa Lynch  | 4 de febrero | 17:00 | Ninguno |
| Luján               | 0 - 0 | San Miguel               | Municipal de Luján         | 5 de febrero | 17:00 | Ninguno |

| Fénix                    | 2 - 0 | Liniers             | Carlos Barraza       | 8 de febrero  | 21:00 | Ninguno |
| Defensores de Cambaceres | 1 - 2 | UAI Urquiza         | Juan Antonio Arias   | 9 de febrero  | 17:00 | Ninguno |
| Talleres (RE)            | 0 - 2 | General Lamadrid    | Talleres (RE)        | 9 de febrero  | 17:00 | Ninguno |
| Defensores Unidos        | 1 - 0 | Deportivo Laferrere | Gigante de Villa Fox | 9 de febrero  | 17:00 | Ninguno |
| Sacachispas              | 0 - 1 | Argentino (M)       | Beto Larrosa         | 9 de febrero  | 17:00 | Ninguno |
| J. J. Urquiza            | 0 - 0 | Berazategui         | Ramón Roque Martín   | 9 de febrero  | 17:00 | Ninguno |
| Excursionistas           | 3 - 1 | Luján               | Excursionistas       | 9 de febrero  | 17:00 | Ninguno |
| San Miguel               | 1 - 0 | El Porvenir         | Leandro N. Alem      | 11 de febrero | 17:30 | Ninguno |
| Sportivo Italiano        | 0 - 3 | Dock Sud            | República de Italia  | 11 de febrero | 20:00 | Ninguno |
| Midland                  | 1 - 3 | Deportivo Español   | Ciudad de Libertad   | 10 de abril   | 15:30 | Ninguno |

| Deportivo Laferrere | 0 - 1 | Defensores de Cambaceres | José Luis Sánchez          | 15 de febrero | 21:00 | Ninguno |
| Liniers             | 2 - 1 | Luján                    | Juan Antonio Arias         | 16 de febrero | 17:00 | Ninguno |
| El Porvenir         | 1 - 0 | Excursionistas           | Gildo Francisco Ghersinich | 16 de febrero | 17:00 | Ninguno |
| Dock Sud            | 0 - 1 | San Miguel               | De los Inmigrantes         | 16 de febrero | 17:00 | Ninguno |
| UAI Urquiza         | 0 - 2 | Midland                  | Monumental de Villa Lynch  | 16 de febrero | 17:00 | Ninguno |
| General Lamadrid    | 2 - 2 | Defensores Unidos        | Enrique Sexto              | 16 de febrero | 17:00 | Ninguno |
| Fénix               | 1 - 0 | Talleres (RE)            | Carlos Barraza             | 16 de febrero | 21:00 | Ninguno |
| Berazategui         | 1 - 2 | Sportivo Italiano        | Gildo Francisco Ghersinich | 18 de febrero | 17:00 | Ninguno |
| Argentino (M)       | 2 - 1 | J. J. Urquiza            | Argentino (M)              | 18 de febrero | 17:00 | Ninguno |
| Deportivo Español   | 3 - 1 | Sacachispas              | Nueva España               | 18 de febrero | 17:05 | Ninguno |

| Excursionistas           | 0 - 1 | Dock Sud            | Excursionistas       | 23 de febrero | 17:00 | Ninguno |
| Luján                    | 1 - 1 | El Porvenir         | Municipal de Luján   | 23 de febrero | 17:00 | Ninguno |
| Defensores Unidos        | 2 - 0 | Fénix               | Gigante de Villa Fox | 23 de febrero | 17:00 | Ninguno |
| Sportivo Italiano        | 1 - 0 | Argentino (M)       | República de Italia  | 23 de febrero | 20:00 | Ninguno |
| Defensores de Cambaceres | 3 - 4 | General Lamadrid    | Juan Antonio Arias   | 24 de febrero | 17:00 | Ninguno |
| J. J. Urquiza            | 1 - 4 | Deportivo Español   | Ramón Roque Martín   | 24 de febrero | 17:00 | Ninguno |
| Midland                  | 1 - 1 | Deportivo Laferrere | República de Italia  | 25 de febrero | 17:00 | Ninguno |
| San Miguel               | 2 - 1 | Berazategui         | Franco Muggeri       | 25 de febrero | 17:00 | Ninguno |
| Sacachispas              | 0 - 0 | UAI Urquiza         | Beto Larrosa         | 25 de febrero | 17:00 | Ninguno |
| Talleres (RE)            | 0 - 2 | Liniers             | Talleres (RE)        | 25 de febrero | 17:20 | Ninguno |

| Dock Sud            | 0 - 0 | Luján                    | De los Inmigrantes        | 1 de marzo | 17:00 | Ninguno |
| Berazategui         | 1 - 0 | Excursionistas           | Genacio Sálice            | 1 de marzo | 17:00 | Ninguno |
| Argentino (M)       | 0 - 0 | San Miguel               | Argentino (M)             | 2 de marzo | 17:00 | Ninguno |
| Deportivo Español   | 3 - 0 | Sportivo Italiano        | Nueva España              | 2 de marzo | 17:00 | Ninguno |
| General Lamadrid    | 1 - 1 | Midland                  | Enrique Sexto             | 2 de marzo | 17:00 | Ninguno |
| Deportivo Laferrere | 0 - 0 | Sacachispas              | José Luis Sánchez         | 2 de marzo | 17:00 | Ninguno |
| Fénix               | 1 - 1 | Defensores de Cambaceres | Carlos Barraza            | 2 de marzo | 21:00 | Ninguno |
| Liniers             | 2 - 2 | El Porvenir              | Juan Antonio Arias        | 3 de marzo | 17:00 | Ninguno |
| UAI Urquiza         | 3 - 1 | J. J. Urquiza            | Monumental de Villa Lynch | 4 de marzo | 17:00 | Ninguno |
| Talleres (RE)       | 0 - 1 | Defensores Unidos        | Talleres (RE)             | 4 de marzo | 17:00 | Ninguno |

| Defensores Unidos        | 1 - 1 | Liniers             | Gigante de Villa Fox       | 9 de marzo  | 17:00 | Ninguno |
| J. J. Urquiza            | 0 - 0 | Deportivo Laferrere | Ramón Roque Martín         | 9 de marzo  | 17:00 | Ninguno |
| Sacachispas              | 1 - 0 | General Lamadrid    | Beto Larrosa               | 9 de marzo  | 17:00 | Ninguno |
| Sportivo Italiano        | 0 - 0 | UAI Urquiza         | República de Italia        | 9 de marzo  | 20:00 | Ninguno |
| Midland                  | 2 - 1 | Fénix               | Ciudad de Libertad         | 10 de marzo | 17:00 | Ninguno |
| Defensores de Cambaceres | 1 - 1 | Talleres (RE)       | Juan Antonio Arias         | 10 de marzo | 17:00 | Ninguno |
| San Miguel               | 2 - 0 | Deportivo Español   | José Moraños               | 10 de marzo | 17:00 | Ninguno |
| Luján                    | 3 - 1 | Berazategui         | Municipal de Luján         | 10 de marzo | 17:00 | Ninguno |
| El Porvenir              | 0 - 1 | Dock Sud            | Gildo Francisco Ghersinich | 10 de marzo | 17:00 | Ninguno |
| Excursionistas           | 0 - 0 | Argentino (M)       | Excursionistas             | 11 de marzo | 17:20 | Ninguno |

| Fénix               | 2 - 4 | Sacachispas              | Carlos Barraza            | 15 de marzo | 20:00 | Ninguno |
| General Lamadrid    | 0 - 0 | J. J. Urquiza            | Enrique Sexto             | 16 de marzo | 15:30 | Ninguno |
| Argentino (M)       | 1 - 1 | Luján                    | Argentino (M)             | 16 de marzo | 15:30 | Ninguno |
| Deportivo Español   | 1 - 0 | Excursionistas           | Nueva España              | 16 de marzo | 15:30 | Ninguno |
| Liniers             | 6 - 1 | Dock Sud                 | Juan Antonio Arias        | 16 de marzo | 15:30 | Ninguno |
| UAI Urquiza         | 2 - 0 | San Miguel               | Monumental de Villa Lynch | 16 de marzo | 15:30 | Ninguno |
| Deportivo Laferrere | 0 - 0 | Sportivo Italiano        | José Luis Sánchez         | 16 de marzo | 16:00 | Ninguno |
| Talleres (RE)       | 0 - 0 | Midland                  | Talleres (RE)             | 18 de marzo | 15:30 | Ninguno |
| Defensores Unidos   | 1 - 1 | Defensores de Cambaceres | Gigante de Villa Fox      | 18 de marzo | 15:30 | Ninguno |
| Berazategui         | 1 - 1 | El Porvenir              | Norberto Tomaghello       | 19 de marzo | 15:40 | Ninguno |

| El Porvenir              | 2 - 1 | Argentino (M)       | Gildo Francisco Ghersinich | 23 de marzo | 11:00 | Ninguno |
| Sportivo Italiano        | 0 - 2 | General Lamadrid    | República de Italia        | 23 de marzo | 12:00 | Ninguno |
| J. J. Urquiza            | 1 - 0 | Fénix               | Ramón Roque Martín         | 23 de marzo | 13:00 | Ninguno |
| Sacachispas              | 1 - 1 | Talleres (RE)       | Beto Larrosa               | 23 de marzo | 15:30 | Ninguno |
| Midland                  | 2 - 1 | Defensores Unidos   | Ciudad de Libertad         | 23 de marzo | 15:30 | Ninguno |
| Dock Sud                 | 3 - 2 | Berazategui         | De los Inmigrantes         | 24 de marzo | 11:00 | Ninguno |
| San Miguel               | 0 - 2 | Deportivo Laferrere | Monumental de Villa Lynch  | 24 de marzo | 11:10 | Ninguno |
| Luján                    | 1 - 0 | Deportivo Español   | Municipal de Luján         | 24 de marzo | 15:30 | Ninguno |
| Defensores de Cambaceres | 1 - 1 | Liniers             | Talleres (RE)              | 25 de marzo | 13:00 | Ninguno |
| Excursionistas           | 1 - 2 | UAI Urquiza         | Excursionistas             | 26 de marzo | 15:30 | Ninguno |

| Talleres (RE)            | 0 - 1 | J. J. Urquiza     | Talleres (RE)             | 29 de marzo | 15:30 | Ninguno |
| Argentino (M)            | 1 - 0 | Dock Sud          | Argentino (M)             | 29 de marzo | 15:30 | Ninguno |
| Fénix                    | 1 - 0 | Sportivo Italiano | Carlos Barraza            | 30 de marzo | 11:00 | Ninguno |
| UAI Urquiza              | 1 - 0 | Luján             | Monumental de Villa Lynch | 30 de marzo | 11:00 | Ninguno |
| Liniers                  | 3 - 0 | Berazategui       | Juan Antonio Arias        | 30 de marzo | 12:00 | Ninguno |
| General Lamadrid         | 1 - 0 | San Miguel        | Enrique Sexto             | 30 de marzo | 15:30 | Ninguno |
| Deportivo Español        | 2 - 1 | El Porvenir       | Nueva España              | 30 de marzo | 15:30 | Ninguno |
| Defensores Unidos        | 3 - 1 | Sacachispas       | Gigante de Villa Fox      | 31 de marzo | 15:30 | Ninguno |
| Deportivo Laferrere      | 4 - 0 | Excursionistas    | José Luis Sánchez         | 31 de marzo | 20:00 | Ninguno |
| Defensores de Cambaceres | 0 - 1 | Midland           | Monumental de Villa Lynch | 1 de abril  | 15:30 | Ninguno |

| Sportivo Italiano | 1 - 2 | Talleres (RE)            | República de Italia        | 5 de abril | 21:00 | Ninguno |
| Midland           | 1 - 2 | Liniers                  | Ciudad de Libertad         | 6 de abril | 15:30 | Ninguno |
| Dock Sud          | 1 - 1 | Deportivo Español        | De los Inmigrantes         | 6 de abril | 15:30 | Ninguno |
| Excursionistas    | 0 - 0 | General Lamadrid         | Excursionistas             | 6 de abril | 15:30 | Ninguno |
| El Porvenir       | 0 - 0 | UAI Urquiza              | Gildo Francisco Ghersinich | 8 de abril | 13:00 | Ninguno |
| J. J. Urquiza     | 0 - 2 | Defensores Unidos        | Ramón Roque Martín         | 8 de abril | 13:00 | Ninguno |
| San Miguel        | 0 - 0 | Fénix                    | Jose Moraños               | 8 de abril | 15:30 | Ninguno |
| Sacachispas       | 4 - 1 | Defensores de Cambaceres | Beto Larrosa               | 8 de abril | 15:30 | Ninguno |
| Berazategui       | 0 - 2 | Argentino (M)            | Norberto Tomaghello        | 8 de abril | 15:30 | Ninguno |
| Luján             | 0 - 0 | Deportivo Laferrere      | Municipal de Luján         | 9 de abril | 15:35 | Ninguno |

| General Lamadrid         | 0 - 1 | Luján             | Enrique Sexto             | 13 de abril | 15:30 | Ninguno |
| Defensores de Cambaceres | 1 - 3 | J. J. Urquiza     | Argentino (M)             | 13 de abril | 15:30 | Ninguno |
| Talleres (RE)            | 2 - 2 | San Miguel        | Talleres (RE)             | 14 de abril | 11:00 | Ninguno |
| Liniers                  | 2 - 0 | Argentino (M)     | Juan Antonio Arias        | 14 de abril | 15:30 | Ninguno |
| Fénix                    | 1 - 2 | Excursionistas    | Carlos Barraza            | 14 de abril | 15:30 | Ninguno |
| Deportivo Español        | 3 - 1 | Berazategui       | Nueva España              | 14 de abril | 15:30 | Ninguno |
| UAI Urquiza              | 1 - 0 | Dock Sud          | Monumental de Villa Lynch | 15 de abril | 15:30 | Ninguno |
| Midland                  | 0 - 1 | Sacachispas       | Ciudad de Libertad        | 15 de abril | 15:30 | Ninguno |
| Defensores Unidos        | 0 - 0 | Sportivo Italiano | Gigante de Villa Fox      | 15 de abril | 15:30 | Ninguno |
| Deportivo Laferrere      | 0 - 0 | El Porvenir       | José Luis Sánchez         | 15 de abril | 21:00 | Ninguno |

| Argentino (M)     | 0 - 2 | Deportivo Español        | Argentino (M)              | 20 de abril | 15:05 | Ninguno |
| Sacachispas       | 1 - 1 | Liniers                  | Beto Larrosa               | 20 de abril | 15:30 | Ninguno |
| Luján             | 2 - 0 | Fénix                    | Municipal de Luján         | 21 de abril | 11:00 | Ninguno |
| J. J. Urquiza     | 3 - 7 | Midland                  | Ramón Roque Martín         | 21 de abril | 11:00 | Ninguno |
| Excursionistas    | 1 - 0 | Talleres (RE)            | Excursionistas             | 21 de abril | 15:30 | Ninguno |
| El Porvenir       | 2 - 2 | General Lamadrid         | Gildo Francisco Ghersinich | 22 de abril | 13:00 | Ninguno |
| Berazategui       | 0 - 0 | UAI Urquiza              | Norberto Tomaghello        | 22 de abril | 15:30 | Ninguno |
| Dock Sud          | 1 - 1 | Deportivo Laferrere      | De los Inmigrantes         | 22 de abril | 15:30 | Ninguno |
| San Miguel        | 2 - 1 | Defensores Unidos        | Jose Moraños               | 22 de abril | 15:30 | Ninguno |
| Sportivo Italiano | 0 - 0 | Defensores de Cambaceres | República de Italia        | 22 de abril | 20:00 | Ninguno |

| Defensores Unidos        | 4 - 1 | Excursionistas    | Gigante de Villa Fox      | 26 de abril | 15:30 | Ninguno |
| Talleres (RE)            | 0 - 0 | Luján             | Talleres (RE)             | 26 de abril | 15:30 | Ninguno |
| Deportivo Laferrere      | 1 - 1 | Berazategui       | José Luis Sánchez         | 27 de abril | 15:00 | Ninguno |
| Liniers                  | 1 - 0 | Deportivo Español | Juan Antonio Arias        | 27 de abril | 15:30 | Ninguno |
| UAI Urquiza              | 1 - 0 | Argentino (M)     | Monumental de Villa Lynch | 27 de abril | 15:30 | Ninguno |
| General Lamadrid         | 0 - 0 | Dock Sud          | Enrique Sexto             | 27 de abril | 15:30 | Ninguno |
| Fénix                    | 0 - 1 | El Porvenir       | Carlos Barraza            | 27 de abril | 15:30 | Ninguno |
| Sacachispas              | 2 - 2 | J. J. Urquiza     | Beto Larrosa              | 28 de abril | 15:30 | Ninguno |
| Midland                  | 2 - 1 | Sportivo Italiano | Ciudad de Libertad        | 29 de abril | 15:30 | Ninguno |
| Defensores de Cambaceres | 0 - 0 | San Miguel        | Juan Antonio Arias        | 30 de abril | 15:30 | Ninguno |

| Dock Sud          | 2 - 0 | Fénix                    | De los Inmigrantes         | 3 de mayo | 15:30 | Ninguno |
| Argentino (M)     | 1 - 3 | Deportivo Laferrere      | Argentino (M)              | 4 de mayo | 13:00 | Ninguno |
| J. J. Urquiza     | 2 - 2 | Liniers                  | Ramón Roque Martín         | 4 de mayo | 15:30 | Ninguno |
| Deportivo Español | 1 - 3 | UAI Urquiza              | Nueva España               | 4 de mayo | 15:30 | Ninguno |
| Sportivo Italiano | 0 - 1 | Sacachispas              | República de Italia        | 5 de mayo | 15:30 | Ninguno |
| San Miguel        | 2 - 0 | Midland                  | José Moraños               | 5 de mayo | 15:30 | Ninguno |
| El Porvenir       | 2 - 0 | Talleres (RE)            | Gildo Francisco Ghersinich | 6 de mayo | 12:00 | Ninguno |
| Berazategui       | 3 - 1 | General Lamadrid         | Jorge Alfredo Arín         | 6 de mayo | 15:30 | Ninguno |
| Excursionistas    | 1 - 2 | Defensores de Cambaceres | Excursionistas             | 6 de mayo | 15:45 | Ninguno |
| Luján             | 3 - 0 | Defensores Unidos        | Municipal de Luján         | 7 de mayo | 15:30 | Ninguno |

| Talleres (RE)            | 1 - 1 | Dock Sud          | Talleres (RE)        | 11 de mayo | 13:00 | Ninguno |
| Deportivo Laferrere      | 2 - 0 | Deportivo Español | José Luis Sánchez    | 11 de mayo | 15:00 | Ninguno |
| General Lamadrid         | 1 - 0 | Argentino (M)     | Enrique Sexto        | 11 de mayo | 15:30 | Ninguno |
| Liniers                  | 0 - 1 | UAI Urquiza       | Juan Antonio Arias   | 11 de mayo | 15:30 | Ninguno |
| J. J. Urquiza            | 1 - 0 | Sportivo Italiano | Ramón Roque Martín   | 12 de mayo | 11:00 | Ninguno |
| Fénix                    | 0 - 2 | Berazategui       | Carlos Barraza       | 12 de mayo | 14:00 | Ninguno |
| Defensores Unidos        | 0 - 1 | El Porvenir       | Gigante de Villa Fox | 12 de mayo | 15:30 | Ninguno |
| Defensores de Cambaceres | 0 - 1 | Luján             | Juan Antonio Arias   | 12 de mayo | 15:30 | Ninguno |
| Sacachispas              | 2 - 1 | San Miguel        | Beto Larrosa         | 12 de mayo | 15:30 | Ninguno |
| Midland                  | 1 - 1 | Excursionistas    | Ciudad de Libertad   | 13 de mayo | 14:00 | Ninguno |

| Argentino (M)     | 1 - 1 | Fénix                    | Argentino (M)              | 18 de mayo | 15:30 | Ninguno |
| Deportivo Español | 2 - 1 | General Lamadrid         | Nueva España               | 18 de mayo | 15:30 | Ninguno |
| Luján             | 2 - 0 | Midland                  | Municipal de Luján         | 19 de mayo | 11:00 | Ninguno |
| Excursionistas    | 0 - 1 | Sacachispas              | Excursionistas             | 19 de mayo | 11:00 | Ninguno |
| UAI Urquiza       | 0 - 0 | Deportivo Laferrere      | Monumental de Villa Lynch  | 19 de mayo | 15:30 | Ninguno |
| San Miguel        | 0 - 0 | J. J. Urquiza            | José Moraños               | 19 de mayo | 15:30 | Ninguno |
| El Porvenir       | 2 - 1 | Defensores de Cambaceres | Gildo Francisco Ghersinich | 20 de mayo | 13:00 | Ninguno |
| Sportivo Italiano | 0 - 0 | Liniers                  | República de Italia        | 20 de mayo | 13:00 | Ninguno |
| Berazategui       | 0 - 1 | Talleres (RE)            | Norberto Tomaghello        | 20 de mayo | 15:30 | Ninguno |
| Dock Sud          | 3 - 0 | Defensores Unidos        | De los Inmigrantes         | 20 de mayo | 15:30 | Ninguno |

| Liniers                  | 0 - 1 | Deportivo Laferrere | Juan Antonio Arias   | 25 de mayo | 15:30 | Ninguno |
| General Lamadrid         | 1 - 0 | UAI Urquiza         | Enrique Sexto        | 25 de mayo | 15:30 | Ninguno |
| Talleres (RE)            | 0 - 1 | Argentino (M)       | Talleres (RE)        | 26 de mayo | 11:00 | Ninguno |
| Fénix                    | 2 - 1 | Deportivo Español   | Carlos Barraza       | 26 de mayo | 15:30 | Ninguno |
| Defensores Unidos        | 0 - 2 | Berazategui         | Gigante de Villa Fox | 26 de mayo | 15:30 | Ninguno |
| Defensores de Cambaceres | 1 - 3 | Dock Sud            | Juan Antonio Arias   | 27 de mayo | 15:30 | Ninguno |
| J. J. Urquiza            | 3 - 0 | Excursionistas      | Ramón Roque Martín   | 28 de mayo | 14:15 | Ninguno |
| Sacachispas              | 1 - 0 | Luján               | Beto Larrosa         | 28 de mayo | 15:30 | Ninguno |
| Sportivo Italiano        | 2 - 0 | San Miguel          | República de Italia  | 28 de mayo | 15:30 | Ninguno |
| Midland                  | 0 - 3 | El Porvenir         | Ciudad de Libertad   | 28 de mayo | 15:30 | Ninguno |

| Deportivo Laferrere | 1 - 1 | General Lamadrid         | José Luis Sánchez          | 31 de mayo | 20:00 | Ninguno |
| Deportivo Español   | 3 - 1 | Talleres (RE)            | Nueva España               | 1 de junio | 15:30 | Ninguno |
| Excursionistas      | 0 - 2 | Sportivo Italiano        | Excursionistas             | 1 de junio | 15:30 | Ninguno |
| Argentino (M)       | 0 - 0 | Defensores Unidos        | Argentino (M)              | 1 de junio | 15:30 | Ninguno |
| Luján               | 3 - 0 | J. J. Urquiza            | Municipal de Luján         | 4 de junio | 15:30 | Ninguno |
| San Miguel          | 1 - 0 | Liniers                  | Jose Moraños               | 4 de junio | 15:30 | Ninguno |
| El Porvenir         | 4 - 0 | Sacachispas              | Gildo Francisco Ghersinich | 4 de junio | 15:30 | Ninguno |
| UAI Urquiza         | 0 - 0 | Fénix                    | Monumental de Villa Lynch  | 4 de junio | 15:30 | Ninguno |
| Berazategui         | 0 - 3 | Defensores de Cambaceres | Norberto Tomaghello        | 4 de junio | 15:30 | Ninguno |
| Dock Sud            | 2 - 0 | Midland                  | De los Inmigrantes         | 4 de junio | 15:30 | Ninguno |

## Desempate por el descenso
| San Miguel | 0 - 1 (t.s.) | Luján | Tres de Febrero | 12 de junio | 14:00 |

## Torneo reducido
Los equipos ubicados del 2° al 5° lugar de la tabla de posiciones participarán del Reducido. El mismo consiste en un torneo por eliminación directa que inicia enfrentándose en semifinales, a doble partido, el 2º contra el 5º y el 3º al 4º. Los ganadores avanzarán a la final, que se definirá también en partidos de ida y vuelta. El equipo que haya finalizado el torneo regular mejor posicionado que su adversario cerrará la serie como local. El equipo que resulte ganador del reducido obtendrá el segundo ascenso y jugará la temporada entrante en la Primera B.
|  | Semifinales                   | Semifinales                   | Semifinales                   |   |                   | Final                          | Final                          | Final                          |  |
|  | del 8 de junio al 16 de junio | del 8 de junio al 16 de junio | del 8 de junio al 16 de junio |   |                   | del 22 de junio al 29 de junio | del 22 de junio al 29 de junio | del 22 de junio al 29 de junio |  |
|  |                               |                               |                               |   |                   |                                |                                |                                |  |
|  |                               |                               |                               |   |                   |                                |                                |                                |  |
|  | Sacachispas                   | 1                             | 1                             |   |                   |                                |                                |                                |  |
|  | Sacachispas                   | 1                             | 1                             |   |                   |                                |                                |                                |  |
|  | Deportivo Español             | 0                             | 3                             |   |                   |                                |                                |                                |  |
|  | Deportivo Español             | 0                             | 3                             |   | Deportivo Español | 1                              | 1                              |                                |  |
|  |                               |                               |                               |   | Deportivo Español | 1                              | 1                              |                                |  |
|  |                               |                               | Fénix                         | 1 | 2                 |                                |                                |                                |  |
|  | Laferrere                     | 1                             | Fénix                         | 1 | 2                 | 0                              |                                |                                |  |
|  | Laferrere                     | 1                             |                               |   |                   | 0                              |                                |                                |  |
|  | Fénix                         | 0                             | 3                             |   |                   |                                |                                |                                |  |
|  | Fénix                         | 0                             | 3                             |   |                   |                                |                                |                                |  |
|  |                               |                               |                               |   |                   |                                |                                |                                |  |

- Nota: En cada llave, el equipo ubicado en la primera línea es el que ejerce la localía en el partido de vuelta.

### Semifinales
| 8 de junio de 2013 - 15:35 hs. | Deportivo Español | 0:1 (0:1) | Sacachispas        | Estadio Nueva España, Bajo Flores |                                |
|                                |                   |           | Gastón Arrieta 37' | Árbitro(s): Leandro Rey Hilfer    | Árbitro(s): Leandro Rey Hilfer |

| 15 de junio de 2013 - 15:00 hs. | Sacachispas      | 1:3 (0:2) | Deportivo Español                            | Estadio Beto Larrosa, Villa Soldati |                              |
|                                 | Pablo Casado 72' |           | Jorge Chiquilito 9' · Franco Romero 21', 87' | Árbitro(s): Cristian Benítez        | Árbitro(s): Cristian Benítez |

| 10 de junio de 2013 - 15:30 hs. | Fénix | 0:1 (0:1) | Laferrere         | Estadio Carlos Barraza, Pilar |                            |
|                                 |       |           | Carlos Moreno 42' | Árbitro(s): Mauro Biasutto    | Árbitro(s): Mauro Biasutto |

| 16 de junio de 2013 - 15:30 hs. | Laferrere | 0:3 (0:2) | Fénix                                           | Estadio José Luis Sánchez, Laferrere |                         |
|                                 |           |           | Leonardo G. Ruíz 7', 16' · Julio C. Ledesma 77' | Árbitro(s): Ariel Penel              | Árbitro(s): Ariel Penel |

### Final
| 23 de junio de 2013 - 15:30 hs. | Fénix | 1:1 | Deportivo Español | Estadio Carlos Barraza, Pilar |  |
|                                 |       |     |                   | Árbitro(s): Ignacio Lupani    |  |

| 29 de junio de 2013 - 13:00 hs. | Deportivo Español | 1:2 | Fénix | Estadio Nueva España, Bajo Flores |  |

## Goleadores
| Pos. | Jugador              | Jugador                 | Goles | Equipo                   |
| ---- | -------------------- | ----------------------- | ----- | ------------------------ |
| 1°   | Bandera de Paraguay  | Eugenio Peralta Cabrera | 26    | Sacachispas              |
| 2°   | Bandera de Argentina | Franco Romero           | 17    | Deportivo Español        |
| 3°   | Bandera de Argentina | Ezequiel Cerica         | 14    | Midland                  |
| 4°   | Bandera de Argentina | Nicolás Kissner         | 14    | Defensores de Cambaceres |